# Baika (Penza)
|  | Per a altres significats, vegeu «Baika». |

Baika (Байка en rus) - és un poble de l'óblast de Penza, a Rússia, que en el cens del 2010 tenia 554 habitants.